# Уийкли (окръг, Тенеси)
Окръг Уийкли (на английски: Weakley County) е окръг в щата Тенеси, Съединени американски щати. Площта му е 1507 km², а населението – 34 895 души (2000). Административен център е град Дресден.